# 中国1994年浮动汇率制改革
中国1994年浮动汇率制改革，是中华人民共和国在1993年颁布、1994年实施的一项汇率制度改革措施，实行人民币官方汇率与外汇调剂价格正式并轨，以市场供求为基础的、单一的、有管理的浮动汇率制。

## 历史沿革
1980年代，中国实施汇率双轨制，人民币汇率实际存在计划内价格、调剂价格和计划外黑市价等三种价格形式。1993年10月1日，国务院正式颁布了《关于进一步改革外汇管理体制的通知》。1994年1月1日，中国正式取消外了双重汇率制度，人民币官方汇率与市场汇率并轨，并实行以外汇市场供求为基础的单一的有管理的浮动汇率制。